# Søren Herskind
Søren Herskind er en dansk håndboldtræner, som tidligere var assisterende landstræner for det danske kvindelandshold, som han overtog fra Ulrik Kirkely tilbage i 2015. 
Søren Herskind har blandt andet tidligere optrådt for Virum-Sorgenfri Håndboldklub og også tidligere træner for AG København fra 2008 til 2011.